# Pedagogika religii
Pedagogika religii – kierunek badań w ramach teologii i zarazem jej nauka pomocnicza, będącą częścią teologii pastoralnej (praktycznej) i uzupełnieniem katechetyki. Jej podstawowym zadaniem jest pomoc w usprawnieniu tzw. formacji religijnej człowieka poprzez włączenie do refleksji katechetycznej dorobku pedagogiki, a zwłaszcza koncepcji uczenia się i nauczania, psychospołecznych i rozwojowych uwarunkowań katechizacji, jak też alternatywnych metod nauczania. Jest to nauka opierająca się zarówno na dorobku teologii jak również pedagogiki, podejmująca zagadnienia praktyki i teorii szeroko pojętych procesów edukacji i socjalizacji religijnej.